# Ströbröd

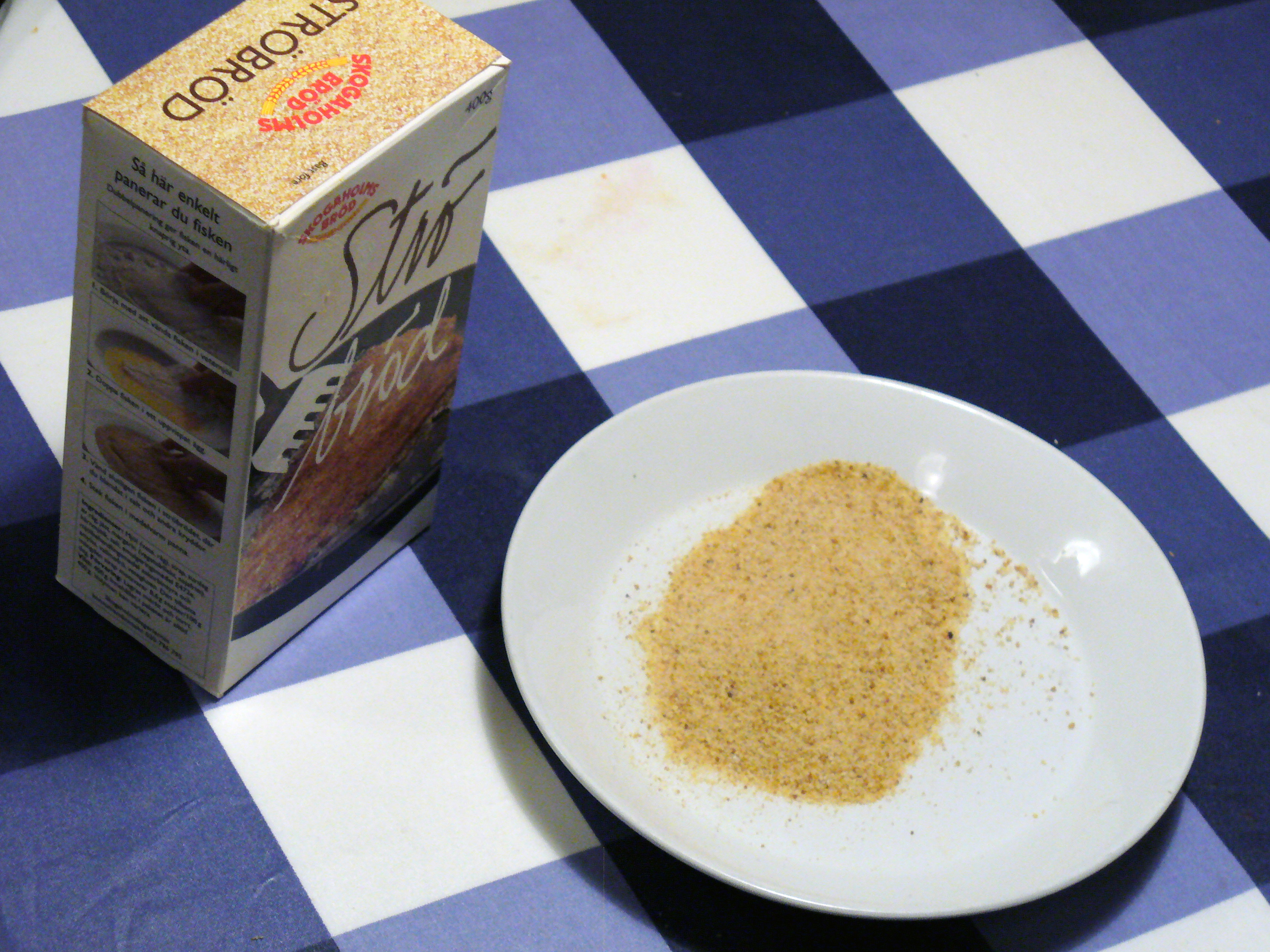
Ströbröd.

Ströbröd eller rivebröd, även brödsmulor, skorpsmulor eller skorpmjöl, består av finfördelat bröd som används i matlagningen. I Sverige är detta mjöl ganska grovt rivet och ofta torkat.
I svenskan finns ordet ströbröd belagt från 1972, skorpmjöl från 1923 och rivebröd (med samma betydelse) från cirka 1580.
En ännu grövre variant från Japan med skurna brödstrimlor heter panko (パン粉).

## Ströbröd
Det finaste ströbrödet görs av vitt bröd, ofta franskbröd, men också ströbröd av mörkt bröd förekommer i en del recept. Ett sådant är skånsk äppelkaka som ursprungligen gjordes med ströbröd av rågbröd. Vanligast är att vitt ströbröd används vid panering, för att dryga ut och binda fettet i köttfärsen till köttfärslimpa och köttbullar, som fyllning i kalkon och för att bröa bakformar.

## Panko

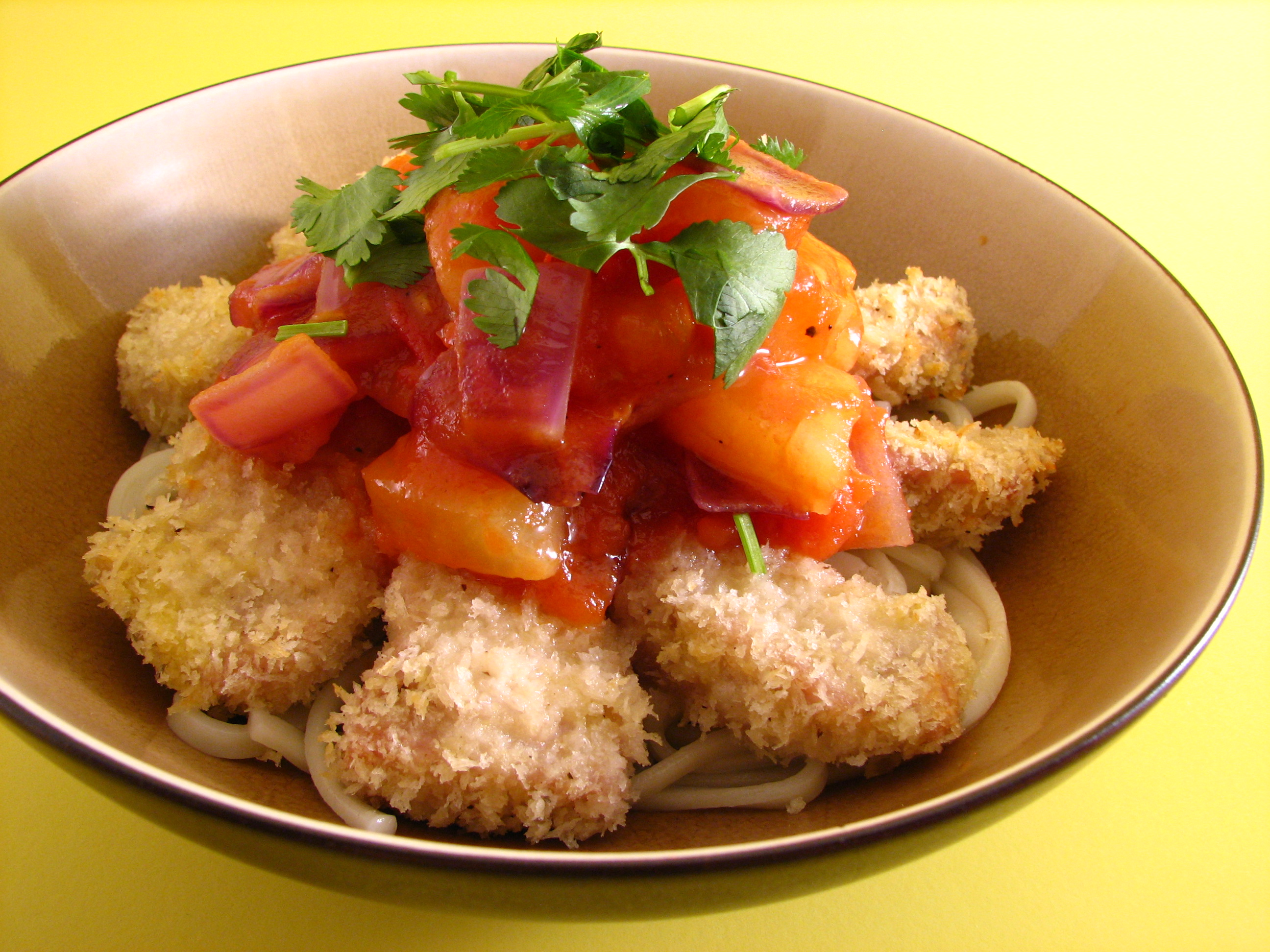
Pankopanering

Panko är en form av ströbröd med ursprung i Japan som bäst beskrivs som spröda homogena brödflingor, idealt för panering. Typen tillverkas genom att leda elektrisk ström genom bröddeg, varvid brödet tillagas inifrån utåt och därmed ej erhåller karamelliserad brödkant. Avsaknaden av brödkant ger brödet ytterst skör struktur, varvid det ej går att använda som vanligt bröd men fungerar utmärkt till att göra brödflingor med.
Begreppet panko kommer från japanska: パン粉, panko och är en sammansättning av パン, pan, som betyder bröd (via äldre portugisiska: pan, ”bröd”, samma rot som stekpanna), och 粉, ko, som betyder mjöl och pulver. Panko betyder alltså ungefär ”brödsmulor”.
Hur panko uppfanns är oklart, men en historia berättar att panko uppfanns ur nödvändighet av japanska soldater under det andra sino-japanska kriget. De japanska trupperna hade matbrist, särskilt brist på ris, men hade tillgång till mjöl, som då inte tillhörde det japanska köket. För att tillaga bröddegen användes bilbatterier från stridsvagnar och lastbilar för att elchocka degen till bröd, vilket resulterade i det sköra bröd som utgör grunden för panko. Brödets struktur noterades av japanerna och blev populärt för fritering efter kriget. USA:s stöd till japan efter kriget involverade även mycket export av mjöl, vilket ytterligare stöttade pankos populärisering.